# Dubbele Valk
Dubbele Valk was mogelijk een koning in proto-dynastiek Egypte. Zijn exacte regeringsperiode is niet bekend.

## Bewijzen
Koning Dubbele Valk is hoofdzakelijk geattesteerd uit de regio van Beneden-Egypte, wat erop wijst dat zijn koninkrijk beperkt was tot dit gebied. Een enkele inscriptie is afkomstig uit Abydos. De vondsten die zijn naam dragen zijn voornamelijk aardewerk en stenen vazen uit El-Beda, Toera, El-Mehemdia en de noordwestelijke regio van de Sinaï.

## Naam en identiteit
De serech van Dubbele Valk is uniek in dat het is gekroond met twee valken. Opvallend is dat de valken elkaar aankijken. De serech is ook ongewoon gevormd: het bevat niet de gebruikelijk horizontale lijn aan de bovenkant maar heeft een knik. M. Jean Clédat, Günter Dreyer en Edwin van den Brink vermoeden dat er een diepere symboliek achter zit: de twee valken zouden Beneden-Egypte en de Sinaï symboliseren.
Dreyer leest de knik als het hiëroglief-teken N26 en de naam wordt dan Djoe-hor (Berg van Horus). Van den Brink leest de naam als Hor Neboei en  verwijst naar een pronkpalet in het Barbier-Mueller museum te Geneve. Op de standaard zijn twee valken te zien.